# Rosewood Heights
Rosewood Heights es un lugar designado por el censo ubicado en el condado de Madison en el estado estadounidense de Illinois. En el Censo de 2010 tenía una población de 4038 habitantes y una densidad poblacional de 940,34 personas por km².

## Geografía
Rosewood Heights se encuentra ubicado en las coordenadas 38°53′16″N 90°4′24″O / 38.88778, -90.07333. Según la Oficina del Censo de los Estados Unidos, Rosewood Heights tiene una superficie total de 4.29 km², de la cual 4.29 km² corresponden a tierra firme y (0.18%) 0.01 km² es agua.

## Demografía
Según el censo de 2010, había 4038 personas residiendo en Rosewood Heights. La densidad de población era de 940,34 hab./km². De los 4038 habitantes, Rosewood Heights estaba compuesto por el 97.2% blancos, el 0.4% eran afroamericanos, el 0.25% eran amerindios, el 0.5% eran asiáticos, el 0.02% eran isleños del Pacífico, el 0.67% eran de otras razas y el 0.97% pertenecían a dos o más razas. Del total de la población el 1.91% eran hispanos o latinos de cualquier raza.